# Iphiaulax varicollis
Iphiaulax varicollis är en stekelart som beskrevs av Cameron 1909. Iphiaulax varicollis ingår i släktet Iphiaulax och familjen bracksteklar. Inga underarter finns listade i Catalogue of Life.